# Kamla Persad-Bissessar
Kamla Persad-Bissessar, nata Kamla Susheila Persad (Siparia, 22 aprile 1952), è una politica trinidadiana di origini indiane, primo ministro della Repubblica di Trinidad e Tobago dal 1º maggio 2025.
In precedenza, è stata altresì Primo ministro dal 26 maggio 2010 al 9 settembre 2015, divenendo così la prima donna in assoluto a ricoprire tale incarico.